# 芬蘭語維基百科
芬蘭語維基百科為維基百科協作計劃之芬蘭語版本，由非營利組織──維基媒體基金會維持負責。目前為各語言維基百科計劃中規模排名第25（依條目量計算）的維基百科。計劃開始於2001年，至2011年6月20日已有超過271,400個條目。

## 外部連結
- 芬蘭語維基百科 （页面存档备份，存于）